# Модоло (Белуно)
Модоло је насеље у Италији у округу Белуно, региону Венето.
Према процени из 2011. у насељу је живело 35 становника. Насеље се налази на надморској висини од 445 м.